# 농산어촌어메니티연구회
농산어촌경관학회는 농산어촌어메니티에 관한 각종자료와 정보를 상호 교환하고 농산어촌의 실태를 조사 연구하여 농산어촌지역 개발 계획수립에 반영하고 어메니티의 합리적 발전 방안을 모색함을 목적으로 한다. 목적으로 2005년 12월 2일 설립된 대한민국 농림축산식품부 소관의 사단법인이다. 사무실은 경기도 의왕시 포일동 487에 있다.

## 주요 사업
- 농산어촌어메니티 학술자료의 조사, 수집 및 연구
- 농산어촌어메니티 자원 평가기법 개발
- 농산어촌어메니티 사례지구 검증
- 국내외 관련 기구 참여 밑 교류
- 국내외 관련 기구 참여 및 교류
- 농산어촌어메니티 관련 연구지 및 기타 관련 출판물의 발간
- 기타 이 회의 목적달성을 위해 필요한 연구용역 및 컨설팅 사업